# 業際研事件
業際研事件（ぎょうさいけんじけん）とはコンサルタント会社「業際都市開発研究所」（業際研）を巡る汚職事件。

## 概要

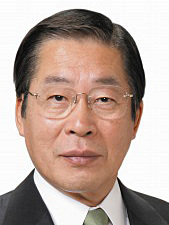
鹿野道彦

民主党の鹿野道彦衆議院議員の元秘書が自治体と建設業者の橋渡しをし、公共工事に絡んだ口利きビジネスで多額の手数料を得た事件。2002年、東京地方検察庁特別捜査部による捜査の結果、茨城県や徳島県での公共事業の口利きが発覚し、業際研代表、自治体の首長3人など計15人が立件された。
事件の中心人物である業際研代表に対して懲役2年6ヶ月の実刑判決が確定した。また、この事件を受けて鹿野道彦衆議院議員は民主党を離党することになった（1年後に復党）。

## 事件
石岡市水道事業工事事件
茨城県石岡市水道事業工事の競売入札妨害事件。石岡市長の木村芳城が立件された。
下妻市図書館建設工事事件
茨城県下妻市図書館建設工事の競売入札妨害事件。下妻市長の山中博が立件された。
徳島県汚職事件
徳島県発注の公共工事の口利きのために、徳島県知事に賄賂を贈った事件。徳島県知事の圓藤寿穂が立件された。
鹿野道彦秘書給与事件
鹿野道彦衆議院議員に対して、業際研が秘書給与を肩代わりしていた事件。

## その他
- 業際研事件での捜査で得た資料が、後に坂井隆憲衆議院議員の政治資金規正法違反の捜査に発展した。
- 2009年に民間工事の口利きに絡む大光事件が発覚したが、業際研会長は大光が1990年の創業時に役員を務めており、2006年まで大株主であった。